# Adé (cantante)
Adélaïde Chabannes de Balsac (París, Francia, 20 de abril de 1995), conocida simplemente como Adé, es una cantautora, cantante, compositora y productora francesa. Desde 2013 hasta 2021 fue la vocalista de la banda Therapie Taxi. Tras la disolución de la agrupación musical, inició su carrera en solitario.

## Biografía
Cantante del grupo Therapie Taxi desde sus inicios en 2013 hasta su separación en 2021, inició una carrera en solitario a partir de 2022. En abril de ese mismo año, lanzó su primer sencillo: «Tout savoir». La canción, adelanto de su álbum de estudio debut Et alors ?, alcanzó los principales puestos de las lista de éxitos musicales del Syndicat National de l'Édition Phonographique.
También ha colaborado con Benjamin Biolay, destacando la canción «Parc fermé» (2021), Nolwenn Leroy para el álbum La Cavale (2021) o Louane para la canción «Pleure» (2020).

## Discografía

### Con Therapie Taxi
- Therapie Taxi - EP (2017), Panenka Music
- Hit Sale (2018), Panenka Music
- Cadavre exquis (2019), Panenka Music
- Rupture 2 merde (2021), Panenka Music

### En solitario
- Et alors ? (2022), Tôt ou Tard